# Ambulyx liturata
Ambulyx liturata là một loài bướm đêm thuộc họ Sphingidae.

## phân phát
Loài này có ở Nepal, đông bắc Ấn Độ (Sikkim và Assam), Miến Điện, Thái Lan và Việt Nam tới Phúc Kiến và Hồng Kông ở Trung Quốc.

## miêu tả

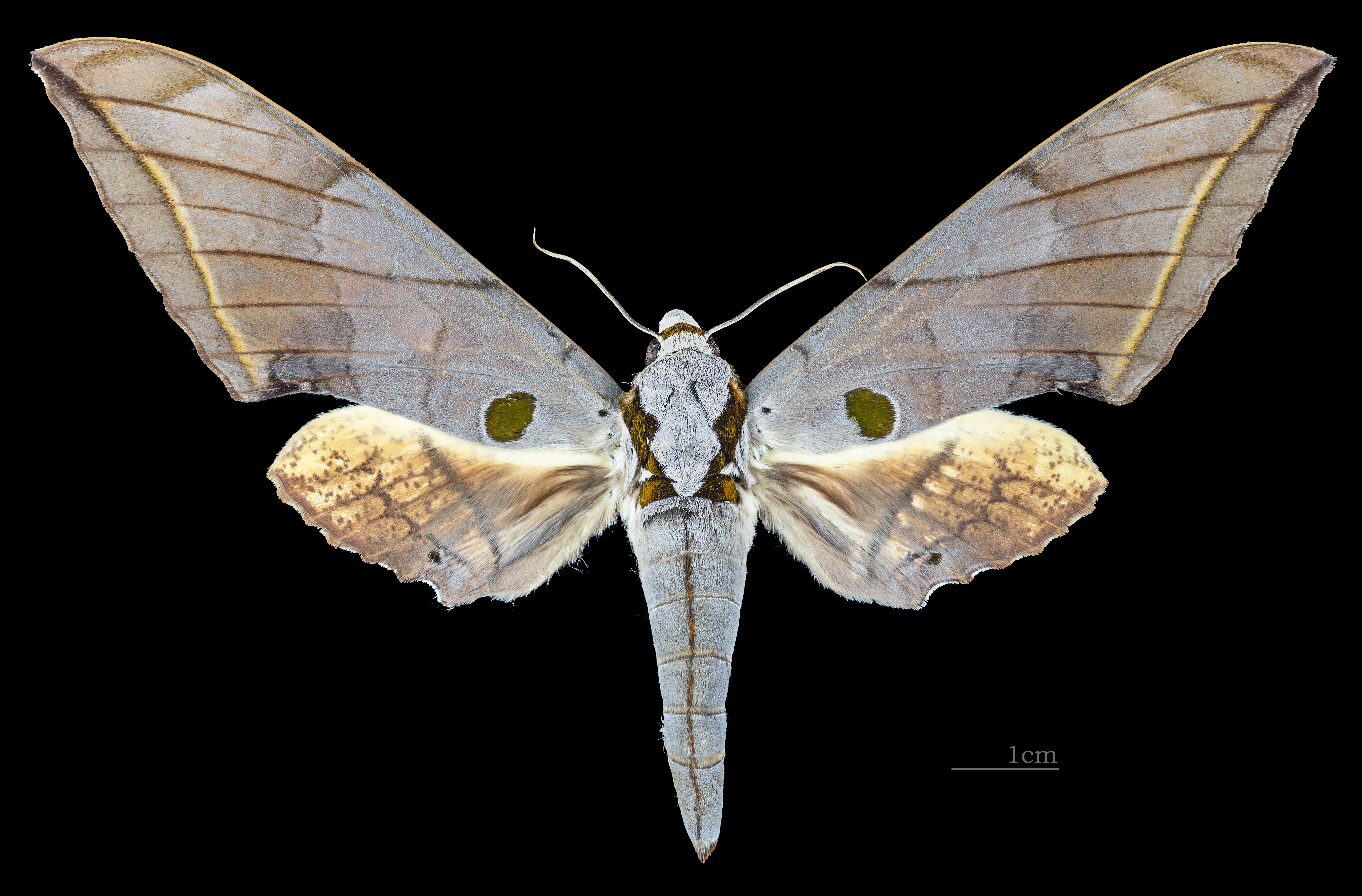
♀
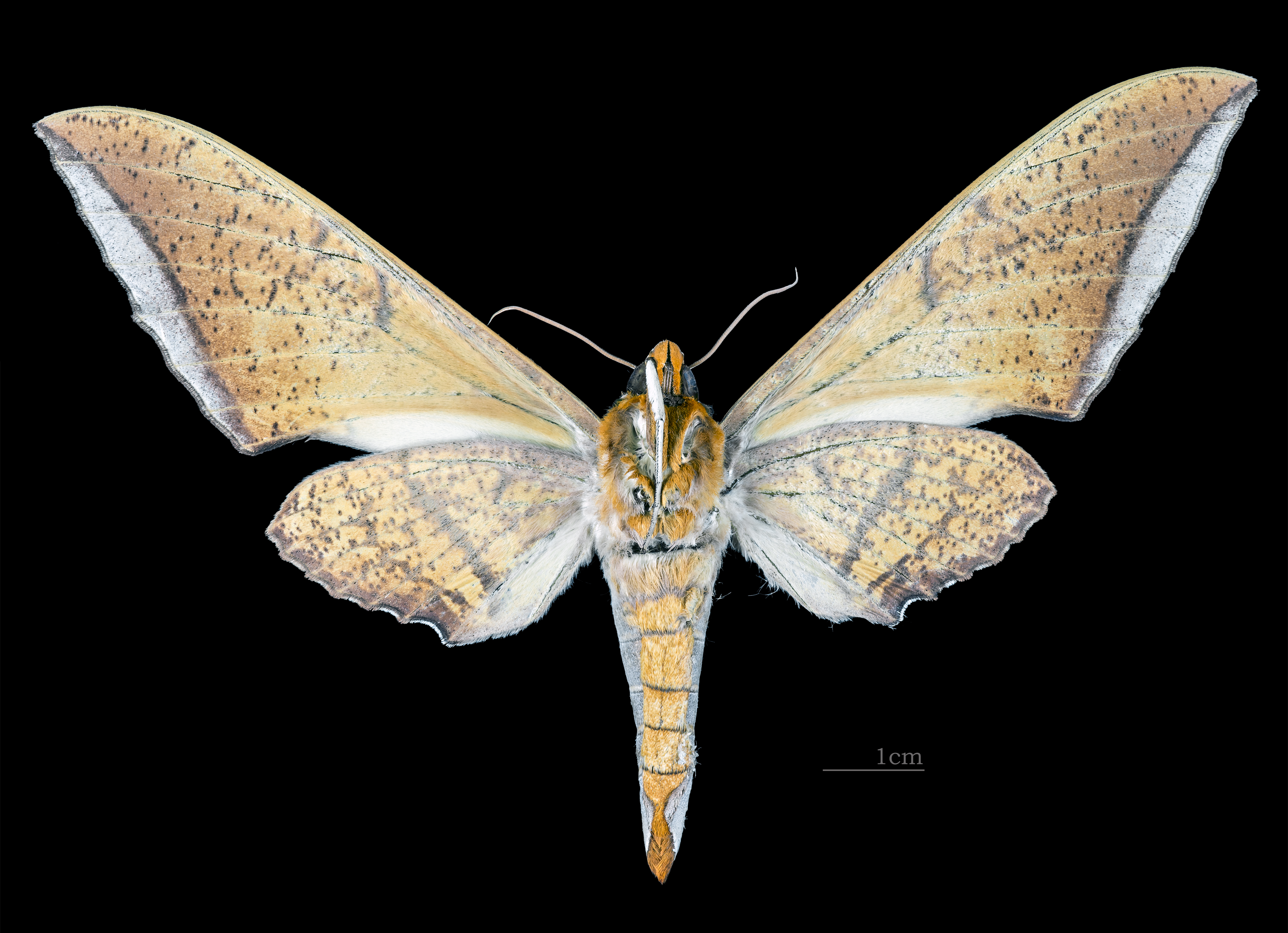
♀ △

Sải cánh dài 106–134 mm. Nó tương tự như Ambulyx maculifera.

## sinh học
Ấu trùng ăn Canarium album in China.